# Cavalo de tração

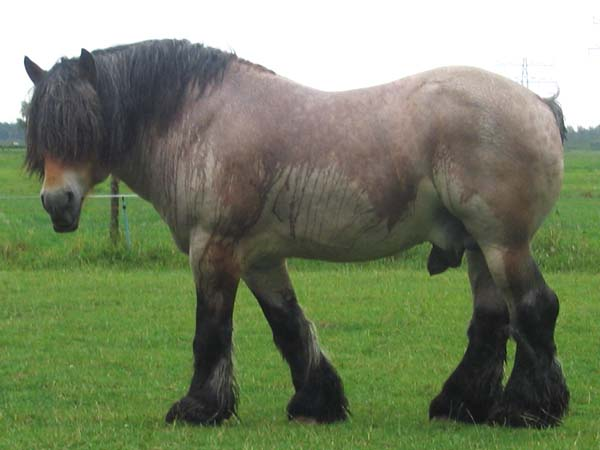
As característica dos cavalos de tração são bastante acentuadas no Cavalo de tração holandês.

Cavalo de tração ou cavalo de tiro (em francês cheval de trait, em espanhol caballo de tiro, e em inglês draught horse) é um termo empregado para designar animais específicos ou mais comumente determinadas raças de cavalo, próprios para trabalhos pesados como o arado e o transporte de cargas. O termo distingue-se de cavalo de sela ou andador, cavalo de esporte e cavalo de trabalho. 
Cavalos de tração de raça, ou resultantes de cruzamentos, são animais versáteis que em nossos dias são utilizados para múltiplas finalidades, incluindo aragem, exposições, recreação, equoterapia e tração. Eles também são muito utilizados para cruzamentos, especialmente com raças leves como o Puro-sangue inglês, com a finalidade de criar cavalos de esporte.

## Características

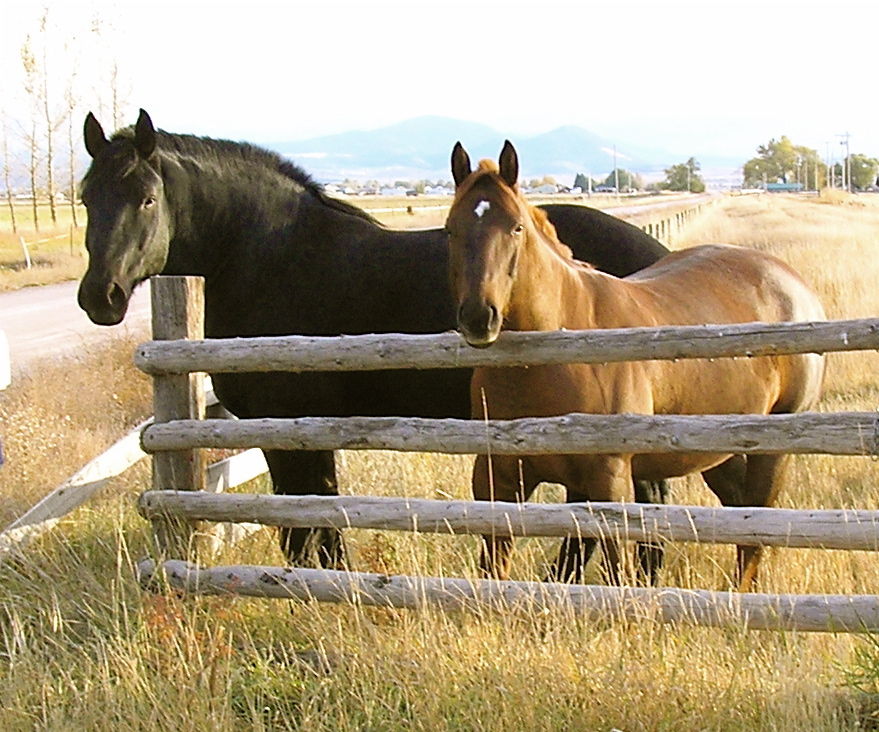
Comparação de tamanho entre um cavalo de tração (Percheron, à esquerda) e um cavalo de trabalho (à direita).

Cavalos de tração são reconhecíveis por sua alta estatura e constituição extremamente musculosa. Em geral eles tendem a ter ombros mais pronunciados, o que é uma vantagem em trabalhos que exigem tração. Também possuem ancas curtas porém largas, com pernas traseiras poderosas, próprias para essas mesmas atividades. Adicionalmente, cavalos de tração costumam ter ossatura bastante pesada, e penugem cobrindo a parte inferior de suas pernas e cascos. O pescoço costuma ser muito forte e grosso, e a cabeça de muitas raças têm um perfil convexo (também chamado "nariz romano").
O cruzamento de cavalos de tração com raças menores de montaria acrescenta altura e peso à prole, e pode ainda aumentar o poder e ritmo de seus movimentos.

## História
Cavalos foram domesticados pelo homem com o objetivo de realizarem uma variedade de tarefas. Um tipo específico de trabalho tradicional realizado por cavalos inclui mover cargas pesadas, arar terras e outras tarefas que exigem a habilidade de tracionar ou puxar cargas. Tradicionalmente, os animais preferidos para essas atividades foram cavalos pesados, calmos, pacientes e de musculatura avantajada. Em contrapartida, frequentemente animais mais leves e energéticos eram preferidos para montaria e transporte rápido. Portanto, em grande medida essas características foram sendo moldadas em raças específicas, com finalidades especificas, através de cruzamentos seletivos.

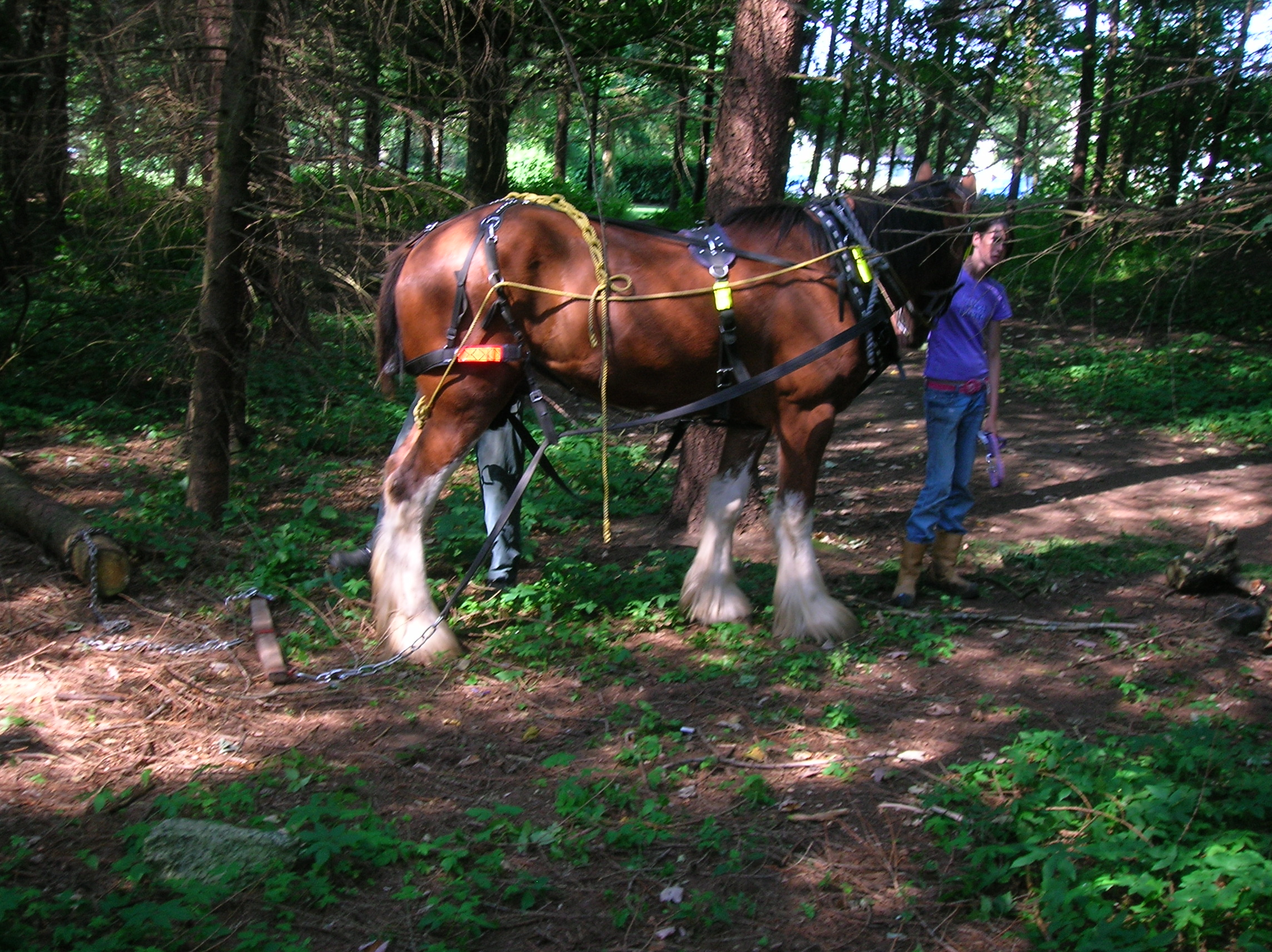
Extraindo troncos com um Clydesdale na Escócia.

Embora se tenha tornado popular a ideia de que os cavalos medievais de batalha fossem cavalos de tração, pois seriam as melhores mondaduras para os pesados cavaleiros armados, é sabido que os cavalos modernos são significativamente maiores do que as raças medievais de cavalos. Além disso, as necessidades da guerra impunham o uso de raças de cavalos mais leves e rápidas, como Andaluzes e Frisos. Talvez o cavalo de tração moderno que mais tenha laços com os cavalos de batalha medievais seja o Percheron.
A partir da Revolução Industrial, mas principalmente após a Segunda Guerra Mundial, com um aumento significativo de motores de combustão interna, a popularidade de cavalos de tração tem se reduzido muito. A popularização do trator, especialmente, diminuiu significativamente a necessidade de cavalos desse tipo para trabalhos rurais. Muitos foram vendidos para produção de carne, uma iguaria apreciada em muitos países (dentre eles França, Itália, Suíça, Espanha, dentre outros), e diversas raças se viram em declínio.
No entanto, existem áreas onde a utilização de cavalos de tração continua a jogar um papel fundamental no transporte de passageiros e cargas, principalmente devido a restrições impostas ao tráfego automotivo. Exemplos dessas áreas incluem áreas protegidas como a Mackinac Island nos Estados Unidos.

## Cuidados
Alimentar, cuidar e calçar um cavalo de uma tonelada é custoso. O metabolismo de cavalos de tração é semelhante ao de pôneis, ou seja, têm menor necessidade energética por quilograma de peso do que raças mais leves. No entanto, seu impressionante tamanho e peso exigem uma quantidade de alimentação e hidratação bastante consideráveis. Uma dieta de grãos recomendada é de cerca de 0,3% de seu peso por dia. Cavalos de tração não sujeitos a tarefas pesadas podem se satisfazer com simples pastagem, desde que de qualidade.

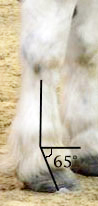
Patas típicas de um cavalo de tiro, com um ângulo de 65 graus (maiores do que em cavalos de montaria, por exemplo)

## Recorde mundial
A raça Shire detém o título de maior raça de cavalos. O famoso garanhão Sampson, nascido em 1846 em Bedfordshire, aos quatro anos media cerca de 2,2 m até sua cernelha, e pesava cerca de 1 500 kg. Nessa época, devido ao seu colossal tamanho, foi renomeado Mammoth.

## Raças
Diversas raças são classificadas como de tração, e sua popularidade frequentemente varia de lugar para lugar. A associação americana The Draft Cross Breeders and Owners Association reconhece 34 breeds as draft horses. Algumas delas são notórias, como o Percheron, o Boulonnais e o Shire, ao passo que outras, como o Poitevin e o Gypsy Vanner, são menos conhecidas.